# Жозеф Боннель
Жозеф Боннель (фр. Joseph Bonnel; 4 січня 1939, Флорансак — 13 лютого 2018) — французький футболіст, що грав на позиції півзахисника. По завершенні ігрової кар'єри — тренер.

## Клубна кар'єра
У дорослому футболі дебютував 1957 року виступами за команду клубу «Монпельє», в якій провів два сезони, взявши участь у 76 матчах чемпіонату.
Протягом 1959—1967 років захищав кольори команди клубу «Валансьєнн».
Своєю грою за останню команду привернув увагу представників тренерського штабу клубу «Олімпік» (Марсель), до складу якого приєднався 1967 року. Відіграв за команду з Марселя наступні шість сезонів своєї ігрової кар'єри. Більшість часу, проведеного у складі «Марселя», був основним гравцем команди.
Завершив професійну ігрову кар'єру у нижчоліговому клубі «Безьє», за команду якого виступав протягом 1973—1977 років.

## Виступи за збірну
1962 року дебютував в офіційних матчах у складі національної збірної Франції. Протягом кар'єри у національній команді, яка тривала 8 років, провів у формі головної команди країни 25 матчів, забивши 1 гол.
У складі збірної був учасником чемпіонату світу 1966 року в Англії.

## Кар'єра тренера
Розпочав тренерську кар'єру, ще продовжуючи грати на полі, 1973 року, очоливши на деякий час тренерський штаб клубу «Марсель».
В подальшому, також як граючий тренер, очолював команду клубу «Безьє».
Останнім місцем тренерської роботи був клуб «Обань», команду якого Жозеф Боннель очолював як головний тренер до 1983 року.

## Титули і досягнення
- Чемпіон Франції (2):

«Олімпік» (Марсель): 1970–71, 1971–72
- Володар Кубка Франції (2):

«Олімпік» (Марсель): 1968–69, 1971–72
- Володар Суперкубка Франції (1):

«Олімпік» (Марсель): 1971